# I Saw a Man and He Danced with His Wife
«I Saw A Man and He Danced With His Wife» — третій сингл американської співачки та акторки Шер із її 11-го студійного альбому «Dark Lady» 1974 року.

## Історія
Пісня досягла 42-го місця у чарті Billboard Hot 100 і 3-го місця у чарті Adult Contemporary.

## Тижневі чарти
| Чарт (1974)                     | Позиція |
| ------------------------------- | ------- |
| Канада (Canadian Singles Chart) | 31      |
| США (US Billboard Hot 100)      | 42      |
| США (US Adult Contemporary)     | 3       |